# Касань
Каса́нь (фр. Cassagne, окс. Cassanha) — коммуна во Франции, находится в регионе Юг — Пиренеи. Департамент — Верхняя Гаронна. Входит в состав кантона Сали-дю-Салат. Округ коммуны — Сен-Годенс.
Код INSEE коммуны — 31110.

## География
Коммуна расположена приблизительно в 650 км к югу от Парижа, в 65 км к юго-западу от Тулузы.
По территории коммуны протекают реки Сала, Лан, Лауэн (фр. Laouin) и Жюнак (фр. Junac).

## Климат
Климат умеренно-океанический. Зима мягкая и снежная, весна характеризуется сильными дождями и грозами, лето сухое и жаркое, осень солнечная. Преобладают сильные юго-восточные и северо-западные ветры.

## Население
Население коммуны на 2010 год составляло 645 человек.
| 1962 | 1968 | 1975 | 1982 | 1990 | 1999 | 2010 |
| ---- | ---- | ---- | ---- | ---- | ---- | ---- |
| 663  | 647  | 585  | 594  | 618  | 622  | 645  |

## Администрация
| Период | Период | Фамилия     | Партия | Примечания |
| ------ | ------ | ----------- | ------ | ---------- |
| 1977   | 1988   | Жозеф Блан  |        |            |
| 1988   | 1989   | Бенуа Борд  |        |            |
| 1989   | 2014   | Жан Казабе  |        |            |
| 2014   | 2020   | Филипп Суке |        |            |

## Экономика
В 2010 году среди 371 человека трудоспособного возраста (15—64 лет) 268 были экономически активными, 103 — неактивными (показатель активности — 72,2 %, в 1999 году было 70,8 %). Из 268 активных жителей работали 247 человек (131 мужчина и 116 женщин), безработных было 21 (9 мужчин и 12 женщин). Среди 103 неактивных 31 человек были учениками или студентами, 52 — пенсионерами, 20 были неактивными по другим причинам.

## Достопримечательности
- Церковь Нотр-Дам
- Церковь Рождества Пресвятой Богородицы (XV век)
- Пещера Тарте[фр.]
- Фонтан Барри (1681 год)
- Мост Карау (1773 год). Исторический памятник с 1979 года[4]